# ماورو سيا
ماورو سيا (بالإسبانية: Mauro Cía)‏ (12 يونيو 1919 – غير معروف) هو ملاكم أرجنتيني راحل، مثّل بلاده في الألعاب الأولمبية الصيفية 1948.

## روابط خارجية
ماورو سيا على موقع أوليمبيديا (الإنجليزية)